# Cédric Brunner
Cédric Brunner (* 17. Februar 1994 in Zollikon, Schweiz) ist ein ehemaliger Schweizer Fussballspieler. Zuletzt stand er bis Juni 2024 beim FC Schalke 04 unter Vertrag. Er bekleidete üblicherweise die Position des Rechtsverteidigers.

## Karriere

### Verein
Brunner startete seine Profikarriere beim FC Zürich, bei dem er zuvor einige Nachwuchsabteilungen durchlaufen hatte. In der Saison 2014/15 wurde Brunner einige Male in der ersten Mannschaft eingesetzt. Nebenbei absolvierte er mehrere Spiele für die U-21 des FC Zürich in der Promotion League.
In der Saison 2015/16 avancierte Brunner zur Stammkraft und wurde in der Innenverteidigung sowie als rechter Aussenverteidiger eingesetzt. Mit dem FC Zürich beendete Brunner die Saison auf dem letzten Platz, was gleichbedeutend mit dem Abstieg in die Challenge League war. Nach dem letzten Ligaspiel gewann Brunner mit dem FC Zürich den Schweizer Cup im Finalspiel gegen den FC Lugano.
Nach einer einjährigen Zugehörigkeit des FC Zürich zur Challenge League stieg Brunner mit dem Verein wieder in die Super League auf.
Am 26. April 2018 unterschrieb Cédric Brunner einen ab der Saison 2018/19 gültigen Zweijahresvertrag beim deutschen Zweitligisten Arminia Bielefeld. In der Saison 2019/20 wurde Brunner mit Arminia Bielefeld Meister der 2. Bundesliga und stieg in die Fußball-Bundesliga auf. Er verlängerte später seinen Vertrag und blieb bis zum Ende der Fußball-Bundesliga 2021/22 bei Arminia Bielefeld.
Nach dem Abstieg der Bielefelder wechselte Brunner zur Saison 2022/23 zum Aufsteiger FC Schalke 04. Der Vertrag war bis zum Sommer 2024 gültig. In der Saison kam er auf 28 Einsätze in der Schalker Startelf, die übrigen 6 Spiele verpasste er verletzungsbedingt. Am Ende stieg er mit Schalke in die 2. Liga ab. Nach einem Jahr mit Schalke in der 2. Bundesliga erhielt Brunner keinen neuen Vertrag mehr.
Brunner trat Ende Januar 2025 kurz vor seinem 31. Geburtstag vom Profifussball zurück, nachdem keine Angebote von anderen Vereinen eingetroffen waren. Eine Rückkehr zum FC Zürich war nicht möglich, da dieser die Politik verfolgte, keine von ihm selbst ausgebildeten Spieler, die ablösefrei gewechselt hatten, zurückzuholen.

### Nationalmannschaft
Brunner absolvierte diverse Juniorenländerspiele für die U-16- und U17-Nationalmannschaft der Schweiz.

## Persönliches
Brunner besuchte das Kunst- und Sport-Gymnasium Rämibühl und schloss dieses 2013 mit der Matura ab. Danach begann er an der Universität Zürich ein Psychologiestudium.

## Erfolge
- Schweizer Cupsieger: 2016, 2018
- Meister der 2. Bundesliga und Aufstieg in die Bundesliga: 2020